# Роже Мішело
Роже́ Мішело́ (фр. Roger Michelot; 8 червня 1912 — 19 березня 1993) — французький боксер, олімпійський чемпіон з боксу у напівважкій вазі (1936).

## Біографія
Народився 8 червня 1912 року у місті Сен-Дізьє, департамент Верхня Марна.
Учасник літніх Олімпійських ігор 1932 та 1936 років.
На X літніх Олімпійських іграх 1932 року в Лос-Анджелесі (США) брав участь у змаганнях серед боксерів середньої ваги. На шляху до півфіналу переміг канадійця Луїса Лавойє та німця Ганса Бернлора. У півфіналі поступився аргентинцю Амадо Азару. У втішному двобої за третє місце поступився південноафриканцю Ернесту Пірсу.
На XI літніх Олімпійських іграх 1936 року в Берліні (Німеччина) брав участь у змаганнях серед боксерів напівважкої ваги. Перемігши почергово Бйорга Гольма (Данія), Сіднея Лейббранда (Південна Африка) та Ріхарда Воґта (Німеччина), виборов золоту олімпійську медаль.
Помер 19 березня 1993 року в місті Тулон, департамент Вар.